# Peter DeFazio

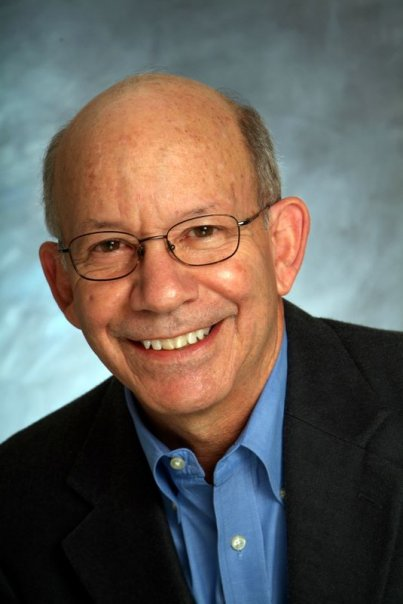
Peter DeFazio (2009)

Peter Anthony DeFazio (* 27. Mai 1947 in Needham, Norfolk County, Massachusetts) ist ein US-amerikanischer Politiker der Demokratischen Partei. Von 1987 bis 2023 vertrat er den vierten Distrikt des Bundesstaates Oregon im US-Repräsentantenhaus.

## Werdegang
Peter DeFazio besuchte die Needham High School in seiner Heimatstadt Needham (Massachusetts) bis 1965. Im Jahr 1969 erwarb er den Bachelor of Arts an der Tufts University in Medford (Massachusetts) und studierte bis 1977 an der University of Oregon in Eugene, wo er einen Master of Arts machte. Zwischenzeitlich diente er in der United States Air Force Reserve.
Mit seiner Ehefrau Myrnie lebt er in Springfield.

## Politik
Danach schlug er eine politische Laufbahn ein und wurde Mitglied der Demokratischen Partei. Zwischen 1977 und 1982 arbeitete er im Stab des Kongressabgeordneten James H. Weaver. Danach war er von 1983 bis 1986 Landrat (County Commissioner) im Lane County (Oregon).
Bei der Wahl zum Repräsentantenhaus der Vereinigten Staaten 1986 wurde DeFazio als Nachfolger von James Weaver in das US-Repräsentantenhaus gewählt, wo er am 3. Januar 1987 sein neues Mandat in Washington, D.C. antrat. Nach bisher 17 Wiederwahlen in den Jahren 1988 bis 2020 kann er sein Amt bis heute ausüben. Sein schlechtestes Wahlergebnis hatte er im Jahr 2020 mit 51,6 %, und sein bestes Ergebnis erzielte er bei den Wahlen 2008 mit 82,3 % der Stimmen. Seine aktuelle, insgesamt 18., Legislaturperiode im Repräsentantenhaus des 117. Kongresses läuft noch bis zum 3. Januar 2023.
DeFazio verkündete im Dezember 2021, nach insgesamt 35 Jahren im Kongress nicht mehr für eine Wiederwahl im Jahr 2022 zu kandidieren. Er schied dadurch am 3. Januar 2023 aus dem Repräsentantenhaus der Vereinigten Staaten aus. Seine Nachfolgerin im vierten Distrikt von Oregon wurde seine demokratische Kollegin Val Hoyle.

### Ausschüsse
DeFazio war zuletzt Mitglied in folgenden Ausschüssen des Repräsentantenhauses:
- Committee on Transportation and Infrastructure (Vorsitz)
  - Aviation (Ex Officio)
  - Coast Guard and Maritime Transportation (Ex Officio)
  - Economic Development, Public Buildings, and Emergency Management (Ex Officio)
  - Highways and Transit (Ex Officio)
  - Railroads, Pipelines, and Hazardous Materials (Ex Officio)
  - Water Resources and Environment (Ex Officio)

Zuvor war er auch Mitglied im United States House Committee on Natural Resources. Außerdem ist er Mitglied des Democratic Caucus sowie über 100 weiterer Caucuses.

### Positionen
Im Kongress setzte er sich für eine Reform des Gesundheitswesens ein. Er war gegen den Irakkrieg und für eine bessere Arbeits- und Bildungspolitik. Nur in der Frage des Waffenrechts lag er nicht auf der liberalen Linie seiner Partei: Er ist gegen dessen Verschärfung. Im Februar 2009 zog er sich den Unwillen von Präsident Barack Obama zu, als er zusammen mit acht anderen Demokraten gegen den American Recovery and Reinvestment Act stimmte.